# Crișul Negru
Crișul Negru (rumunjski: Crni Cris, mađ. Fekete-Körös) je rijeka u zapadnoj Rumunjskoj (Transilvanija) i jugoistočnoj Mađarskoj (Županija Békés). Rijeka izvire u zapadnim planinama Apuseni. Protječe kroz gradove Ștei i Beiuș u Rumunjskoj. Prelazeći granicu s Mađarskom, rijeka, koja se sada zove Fekete-Körös, spaja se s Fehér-Körös nekoliko kilometara sjeverno od Gyule i formira rijeku Kereš. U Rumunjskoj je njegova duljina 164 km, a površina porječja 3,820 km2. Dio vode iz rijeke Crișul Repede preusmjerava se prema Crișul Negru kolektorskim kanalom Criș.

## Hidronimija
Ime ove rijeke dolazi od ranijeg dačkog Krísos, što je značilo "crni", što ovo čini dubletom (usp. bug. čer "crn", starocrkvenoslavenski čǐrnǔ, staropruski kirsnan, albanski sorrë "gavran") s rumunjskim negru "crno". Gornji tok, uzvodno od ušća u Crișul Băița, ponekad se naziva Crișul Poienii.

## Gradovi i sela
Sljedeći gradovi i sela nalaze se duž rijeke Crișul Negru, od izvora do ušća: Vașcău, Ștei, Rieni, Drăgănești, Tărcaia, Beiuș, Șuncuiuș, Uileacu de Beiuș, Șoimi, Căpâlna, Tinca, Batăr, Avram Iancu, Zerind u Rumunjskoj, i Sarkad u Mađarskoj.

## Pritoke
Sljedeće rijeke su pritoke Crișul Negru (od izvora do ušća):
- Lijeve: Criștior, Pârâul Țarinii, Briheni, Valea Mare (Cusuiuș), Tărcăița, Finiș, Căldărești, Șerpoasa, Valea Mare (Șuncuiș), Arman, Hălgaș, Fieghiu, Poclușa, Crișul Mic, Rătășel, Beliu, Răchest, Teuz
- Desne: Crișul Nou, Crișul Băița, Valea Neagră, Crăiasa, Crișul Pietros, Talpe, Mizieș, Nimăiești, Ioaniș, Valea Roșie, Prisaca, Săliște, Holod, Pusta, Saraz, Valea Nouă